# Николай Ризенбургский
Николай Ризенбургский (нем. Nikolaus von Riesenburg, чеш. Mikuláš z Riesenburka, ум. 6 июня 1397) — государственный деятель Священной Римской империи, епископ Констанцский (1384—1387) и Оломоуцкий (1388—1397). В период Великого западного раскола был на стороне папы Урбана VI в его споре с Климентом VII.

## Биография

### Становление и государственная служба
Будущий епископ родился в Ризенбурге, нынешних польских Прабутах, в XIV веке принадлежавшем к входящему в Тевтонский орден епископству Помезания. Мнение ранней историографии о происхождении Николая из рода богемских дворян Ризенбургов в настоящее время не поддерживается; считается, что он был родом из местных бюргеров. Впервые в документах некий Nicolaus Nicolai de Risemburg alias dictus de Pruscia упоминается под 27 июня 1343 года. Два года спустя епископ Помезании Бертольд Ризенбургский называет Nicolaus Nicolai Sartoris пресвитером в Гюрингине (Guhringen) близ Розенберга в Западной Пруссии. Возможно, под именем Nicolaus Symonis, alias dictus Rosenberg в 1363 году также упоминался будущие епископ. Николай Ризенбургский получил университетское образование, но где именно, точно не известно. Известны архивные свидетельства середины 1360-х годов о сходных по имени студентах в университетах Болоньи, Падуи и Праги. По-видимому, Николай получил степень бакалавра канонического права в Праге. Более 20 лет Николай занимал должности в канцеляриях при различных дворах. Известно, что в марте 1363 года он служил нотарием у архиепископа Магдебурга Дитриха Кагельвита, а в январе 1365 года протонотарием и секретарём у курфюрста Рудольфа II. На рубеже 1370-х годов Николай перешёл на службу в канцелярию императора Карла IV, а 1374 году сменил на посту канцлера Яна из Стршеды. Через Яна Николай вошёл в круг богемских гуманистов. Когда в 1376 году Вацлав IV был провозглашён королём, Николай одновременно стал и его канцлером, совмещая обязанности канцлера короля и императора до смерти Карла в ноябре 1378 года. Благодаря Николаю сохранился архив документов, связанных с избранием Вацлава. В правление Вацлава Николай выполнил ряд дипломатических поручений, в том числе уже будучи епископом Оломоуца.
Одновременно с государственной службой, Николай Ризенбургский имел различные церковные бенефиции в Пруссии, Центральной Германии и в районе Рейна. В числе прочего, в 1369 году по указу папы Урбана V, Николай получил должности каноника в Бреслау и Праге. Папским мандатом от 28 декабря 1372 года он был назначен каноником в Магдебурге, но окончательная передача бенефиция состоялась только в 1374 году. К маю 1377 года Николай был настоятелем собора в Магдебурге. С 1379 по 1385 годы Николай был пробстом церкви Святого Кассия в Бонне. В период вакантности бреславской кафедры, в 1379—1381 годах, Николай надзирал за светской администрацией Браслау, Глогау и Лигниц. С мая 1382 года по 1383 год он исполнял обязанности in spiritualibus et temporalibus. Вероятно, за свои заслуги Николай был рекомендован Вацлавом на пост епископа Констанца.

### Епископ Констанца
Обстоятельства, при которых Николай Ризенбургский возглавил княжество-епископство Констанц и последовавший за тем спор, хорошо задокументированы в источниках. Возможно, назначение Николая папой Урбаном VI произошло ещё при жизни епископа Генриха III фон Брандис (1357—1383), однако никаких свидетельств о конфликте между новым и старым епископами не сохранилось. После смерти Генриха 22 ноября 1383 года капитул собрался для выборов его преемника, и 13 января 1384 года большинство голосов (15 из 20) было отдано племяннику покойного, Мангольду. Когда встал вопрос, какой из епископов, поддержанный папой Николай, или избранный капитулом Мангольд, имеет бо́льшие права, город вначале поддержал второго из них. К лету симпатии горожан перешли к Николаю, и 14 июня 1384 года он переехал из Кройцлингена в Констанц. Вслед за тем Николай подтвердил городские права и вольности, а 2 июля против желания Швабского союза городов на пять лет перевёл Констанц на городское право союза. Тогда же Николай добился изгнания из города клементистов, добившись тем самым снятия наложенного Урбаном VI интердикта. При нём же каноны Урбана были включены в городское право Констанца. К середине 1385 года Николай одержал верх над Мангольдом, склонив на свою сторону всех поддерживающих его каноников кроме Хартманна фон Буденберг. Хронист Гебхард Дахер (Gebhart Dacher) объясняет такое развитие событий воздействитем подкупа, но возможным объяснением является также утрата влияния клементистов в городе. В августе противников авиньонского папы поддержал король Вацлав, а в октябре на сторону Николая перешли епископские города Мерсбург и Клингнау. В результате данных событий Николай стал контролировать большую часть своей епархии, тогда как Мангольд управлял в той части, которая относилась к владениям герцога Австрии Леопольда III. 19 ноября 1385 года, со смертью Мангольда фон Брандиса, вопрос о власти в епископстве Констанца окончательно разрешился. Утвердившись в принадлежавших Мангольду городах, Кайзерштуле и Нойнкирхе, Николай конфисковал там припасы, приготовлявшиеся для готовившегося напасть на него войска. В подчинении авиньонцев осталась только Брайсгау. На город Кенцинген 17 марта 1386 года Николай наложил excommunicatio maior. 14 мая король Вацлав, советником которого Николай продолжал оставаться, подтвердил привилегии Констанца не как вольного имперского города, а как епископского города. Хронист Якоб Манлиус (Jacob Manlius) охарактеризовал данный документ как «falsche Carolina», а самого Николая как человека бесчестного и лживого. Из прочих достижений епископства Николая Ризенбургского источники упоминают его попытки уменьшить долговое бремя епархии и регулирование деятельности монастырей.
Хотя Николай Ризенбургский был бесспорным епископом Констанца, в начале 1387 года он высказал желание перейти в архиепархию Оломоуца, где 12 февраля скончался епископ Петер Желито. 16 апреля Николай встретился с папой Урбаном VI в Лукке, и уже 4 мая сообщил в Констанце о своей отставке. Хронисты называют различные причины, по которым Николай оставил Констанц. Якоб Манлиус и Якоб Мерк (Jacob Merck) утверждают, что недовольство капитула вызвали расходы на содержание экстравагантного двора, достигшие 24 000 гульденов. О долгах констанцского собора пишет и Кристов Шультхайсс (Christoph Schulthaiß). Возможно также, причиной стало назначение Климентом VII Генриха фон Бейлера (Heinrich von Bayler) новым епископом от Авиньона, и нежелание Николая вновь бороться за власть. В то же время договорённость с Урбаном VI не была достаточной для занятия кафедры Оломоуца, поскольку к тому времени Ващлав обещал её своему родственнику Яну Собеславу, ранее епископу Литомышля. Николай вернулся в Констанц, однако к тому времени Урбан VI уже назначил ему преемником Бурхарда фон Хевена (Burkhard von Hewen). Конфликт между папой и королём по поводу Оломоуцкой епархии разрешился назначением Яна Собеслава патриархом Аквилеи 27 ноября 1387 года. До декабря Ннколай занимал должность управителя епархии, после чего передал все полномочия Бурхарду. До 1391 года Николай сохранял за собой должность ректора Констанцского собора.

### Епископ Оломоуца
Николай Ризенбургский прибыл в Оломоуц только в начале 1390 года. Там, как и в Констанце, он столкнулся с финансовыми трудностями, вследствие чего был вынужден заложить замки Медлиц, Вишау (Wischau), Мёдриц и Мюрау. В то же время Николай уделял внимание укреплению церковной дисциплины в своём диоцезе. При нём были основаны два монастыря августинских каноников, в Фульнеке (1389) и в Просснице (1391), а также чертоза «Vallis Josephat». 8 января 1389 года Николай заключил с тринадцатью силезскими князьями мирный договор, призванный обеспечить безопасность епископства.
Николай умер 6 или 9 июня 1397 года, местом смерти источники называют либо Мюрау, либо Drzebicz в Праге. Вероятно, ему было около 60 лет. Похоронен об был в оломоуцком соборе Святого Вацлава.
Известный с середины XIX века герб констанцской епархии называют также гербом Николая Ризенбургского но, вероятно, ошибочно.